# Raquitismo
El raquitismo (del griego ῥάχι-ς/-δος rhakhi(d) "columna vertebral" + -îtis "inflamación" + -ismos "proceso patológico") es una enfermedad producida por una deficiencia de vitamina D. Se caracteriza por deformidades esqueléticas causadas por un descenso de la mineralización de los huesos y cartílagos debido a niveles bajos de calcio y fósforo en la sangre. Uno de los grandes clínicos del siglo XVII, Francis Glisson, fue el que dio la explicación más extensa del raquitismo infantil (deformación de la cabeza, tórax y raquis) en su libro sobre el tema donde dice que los pequeños pacientes no mueven las articulaciones y tienden más bien a estarse quietos.

## Epidemiología
La frecuencia del raquitismo ha ido en aumento internacionalmente. Las posibles razones incluyen las recomendaciones para que los niños usen protector solar y la tendencia de pasar más tiempo en casa, viendo la televisión o jugando a juegos electrónicos, en vez de jugar al aire libre.
En los Estados Unidos, el raquitismo por deficiencia de vitamina D por lo general no se produce en los lactantes alimentados con fórmulas infantiles apropiadas, debido a que tanto la leche de fórmula como la leche de vaca contienen 400 UI de vitamina D por litro. Por lo tanto, excepto en pacientes pediátricos con síndromes de malabsorción crónica o enfermedad renal en etapa terminal, casi todos los casos de raquitismo ocurren en bebés alimentados con leche materna que tienen piel oscura y no reciben suplementos de vitamina D.
La incidencia del raquitismo en Europa es similar a la de los Estados Unidos.
En zonas de sol, como Oriente Medio, se puede producir raquitismo cuando los bebés están envueltos en ropajes, sin exponer a la luz solar. En algunas partes de África, la deficiencia de calcio, fósforo o ambos en la dieta también puede conducir a raquitismo, especialmente en las sociedades donde el maíz es predominante en la alimentación.

## Etiología

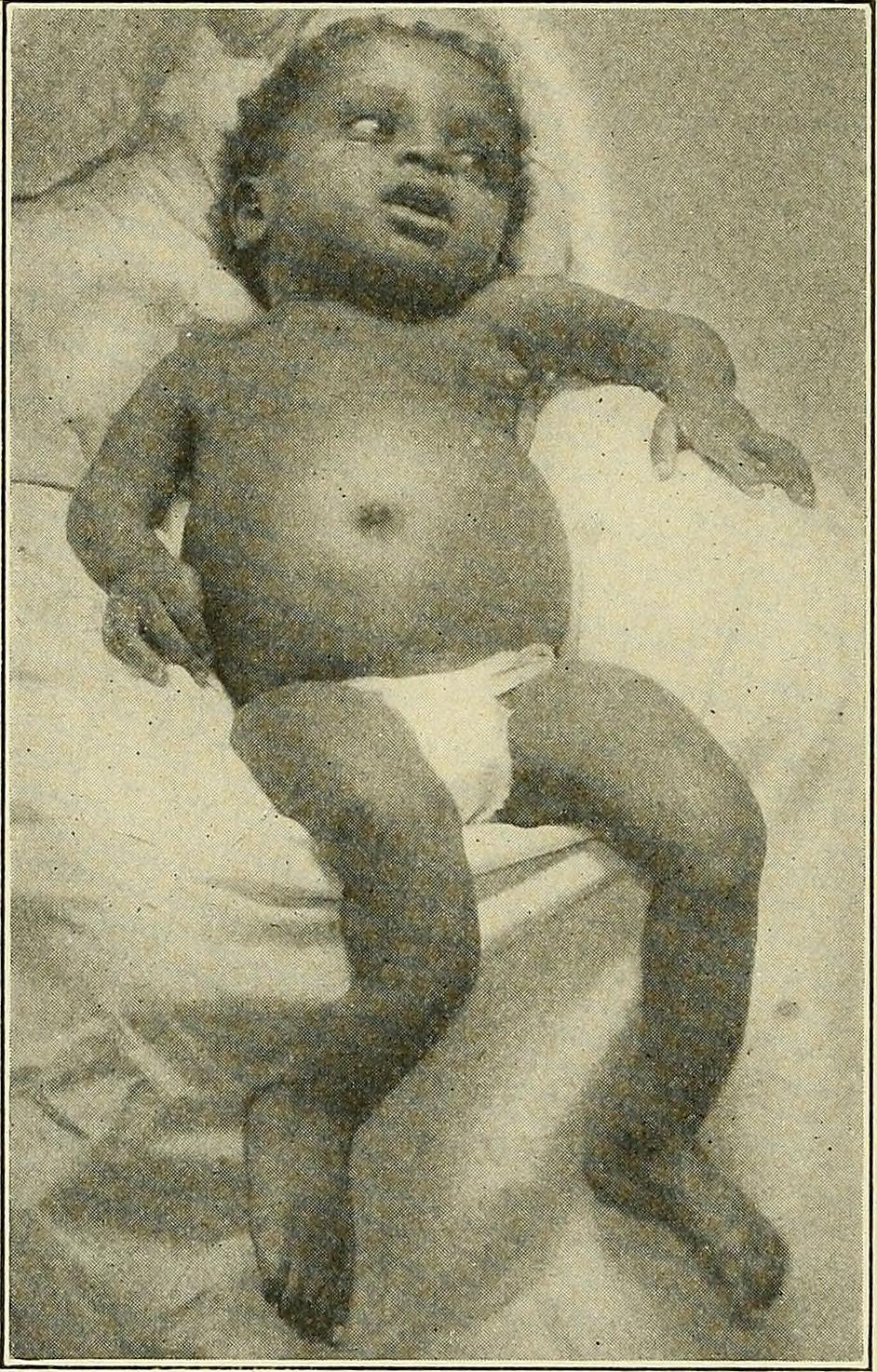
Niño con raquitismo, 1916.

Cuando el cuerpo carece de vitamina D es incapaz de regular adecuadamente los niveles de calcio y fosfato. Si los niveles sanguíneos de esos minerales disminuyen, las otras hormonas corporales pueden estimular la liberación de calcio y fosfato desde los huesos al torrente sanguíneo para elevar los niveles, lo cual conduce al reblandecimiento y debilitamiento de los huesos.
Las razones que impiden un aporte suficiente de vitamina D incluyen:
- Tener la piel oscura,[2] lo cual bloquea la penetración de la luz ultravioleta, que es una fuente fundamental para sintetizar la vitamina D.[1]
- Pasar poco tiempo al aire libre[2] o vivir en climas con baja exposición solar.[3]
- La utilización de protectores solares.[2]
- No tener un aporte suficiente de alimentos que contienen vitamina D, como sucede en los casos de intolerancia a la lactosa, por hacer una dieta vegetariana estricta[2] o por un bajo consumo de pescado de alta mar.[1]
- Durante la lactancia materna, no recibir suplementos con vitamina D,[2][1] puesto que la leche humana no contiene la cantidad apropiada de vitamina D.[1]
- Incapacidad del organismo para producir y utilizar la vitamina D debido a una enfermedad, la más frecuente la enfermedad celíaca,[2] la cual suele pasar sin reconocer ni diagnosticar.[4]

Otra causa de raquitismo es la carencia dietética de calcio y fósforo, poco frecuente en los países desarrollados porque el calcio y el fósforo se encuentran en la leche y en los vegetales de hoja verde.
Una forma de raquitismo hereditario se presenta cuando los riñones son incapaces de retener el fosfato. El raquitismo puede ser causado también por trastornos renales que involucran acidosis tubular renal.
En ocasiones, el raquitismo puede presentarse en niños que tienen trastornos hepáticos.

### Raquitismo congénito
Las deficiencias maternas durante la gestación pueden afectar al bebé y provocar raquitismo congénito, que causa deterioro de la calidad del hueso desde antes de nacer y después de su nacimiento.
 En algunos casos se produce raquitismo congénito oculto, que se refiere a bebés que no muestran signos evidentes de raquitismo en el nacimiento, pero presentan alteraciones bioquímicas. Días después del nacimiento pueden desarrollar hipocalcemia o más tardíamente presentar signos y síntomas evidentes de raquitismo.
La principal causa del raquitismo congénito es la deficiencia de vitamina D en la sangre de la madre. Otras enfermedades maternas también pueden causar raquitismo congénito en el bebé, entre las que se incluyen osteomalacia grave, enfermedad celíaca no diagnosticada y no tratada, malabsorción, preeclampsia y parto prematuro.

## Cuadro clínico
- Dolor o sensibilidad ósea
  - Brazos
  - Piernas
  - Columna vertebral
  - Pelvis
- Deformidades esqueléticas
- Piernas arqueadas
- Proyección del esternón hacia adelante (pecho de paloma)
- Protuberancias en la caja torácica (rosario raquítico)
- Cráneo asimétrico o de forma extraña
- Deformidades de la columna (curvas de la columna anormales, incluyendo escoliosis o cifosis)
- Deformidades pélvicas
- Aumento de la tendencia a las fracturas óseas
- Deformidades dentales
- Retraso en la formación de los dientes
- Defectos en la estructura de los dientes, perforaciones en el esmalte
- Aumento en la incidencia de caries en los dientes (caries dentales)
- Debilidad progresiva
- Disminución del tono muscular (pérdida de la fuerza muscular)
- Calambres musculares
- Crecimiento deficiente
- Baja estatura: adultos menos de 1,52 m de alto

## Diagnóstico
El examen musculoesquelético revela sensibilidad o dolor en los huesos en sí, más que en articulaciones o músculos.
- Los niveles de calcio pueden estar bajos.
- Tetania (espasmos musculares prolongados) que se puede presentar si los niveles séricos de calcio están bajos.
- Signo de Chvostek que puede ser positivo (se presenta un espasmo de los músculos faciales cuando se toca el nervio facial); indica niveles séricos bajos de calcio.
- El calcio sérico confirma los niveles de calcio.
- El fósforo sérico puede estar bajo.
- La fosfatasa alcalina sérica puede estar alta.
- Los gases en sangre arterial pueden revelar acidosis metabólica.
- Las radiografías de los huesos pueden mostrar descalcificación o cambios en la forma o estructura de los huesos.
- La biopsia ósea se realiza con poca frecuencia, pero esta confirma el raquitismo.

Pueden realizarse otros exámenes y procedimientos, como por ejemplo:
- PTH.
- Calcio en orina.
- Calcio (ionizado).
- Isoenzima de la FA (fosfatasa alcalina).

## Tratamiento
El objetivo del tratamiento es aliviar los síntomas y corregir la causa que provoca el raquitismo. Se debe identificar y tratar la causa o enfermedad subyacente, para prevenir la recurrencia.
Con el reemplazo de la deficiencia de calcio, fósforo o vitamina D, la mayoría de los síntomas desaparecen. Las fuentes dietéticas de vitamina D incluyen: pescado, hígado y leche procesada. Es importante la exposición a cantidades moderadas de luz solar. El tratamiento del raquitismo causado por anomalías metabólicas puede requerir suplementos de vitamina D.
Para prevenir o reducir deformidades, es recomendable tener buenos hábitos de postura; en ciertos casos, pueden asimismo resultar de utilidad determinados dispositivos ortopédicos. Algunas deformidades esqueléticas pueden precisar corrección quirúrgica.

## Pronóstico
Si el raquitismo no se corrige mientras el niño aún está creciendo, las deformidades de los huesos y la baja estatura serán permanentes. Por el contrario, si el diagnóstico es temprano y las causas se corrigen mientras el niño es pequeño, las deformidades esqueléticas a menudo mejoran o desaparecen con el tiempo y el niño llega a alcanzar la talla marcada por su genética.